# 李宗吾
李宗吾（1879年2月3日—1943年9月28日），原名李世楷，字宗儒，后改字宗吾，四川富順自流井（今四川自貢市）人，清末與民國時期學者，以其著作《厚黑學》一書聞名於世，更由此自號「厚黑教主」。

## 先世
自稱是火德公之後，在南宋建炎二年，由福建汀州府上杭縣，遷到廣東嘉應州長樂縣（現在嘉應州改名梅州，長樂縣改名五華縣）。廣東一世祖敏公，二世祖上達公……十五世潤唐公。
在雍正三年乙巳，舉家入蜀，住在隆昌縣蕭家橋，李潤唐公時年六十一歲。李潤唐為入蜀始祖，公為儒醫，卒年八十二，葬在蕭家橋，後遷葬到自流井文武廟後之柳溝壩。李宗吾家族入川後字輩為「唐景正文永，山高世澤長」。

## 生平
李宗吾為入川第八代，按字輩為「世」字，幼時蠻橫，人稱「人王」。父親就把「人王」二字，合為全字，加上輩「世」字，名為「世全」。故原譜名世全。1887年8歲時從師讀書，如學後改名世楷，字宗儒，意在宗法儒教，尊奉孔夫子。25歲思想大變，與其宗法孔孟之道，不如宗法自己，故改名為宗吾。早年加入同盟會，長期從事教育工作，歷任富順中學校長、省議員、省長署教育廳副廳長及督學等職。為人正直，聰穎機智，治學嚴謹。幾十年間目睹人間冷暖，看透宦海浮沉，於1912年憤世寫出〈厚黑學〉一文，並冠以「獨尊」之筆名，旨在取「天上地下，唯我獨尊」之意，厚黑學並於四川大為流行及廣泛討論。於1927年出版《宗吾臆談》，收錄〈厚黑學〉、〈我對於聖人之懷疑〉、〈心理與力學〉、〈解決社會問題之我見〉、〈考試制之商榷〉等五篇。1936年6月將〈解決社會問題之我見〉一文擴大成為一單行本並改稱《社會問題之商榷》出版，1936年7月出版《中國學術之趨勢》，1938年將〈心理與力學〉一文擴大成為一單行本《心理與力學》出版。李宗吾表示，《中國學術之趨勢》、《宗吾臆談》及嗣後擴編出版的單行本，在其的思想上是一個系統，是建築在厚黑哲理上，但每篇文字獨立寫去，看不出連貫性。因把它們拆散來，另外在成都《華西日報》專欄寫厚黑叢話，並於1935年彙編出版《厚黑叢話》。從此便以「厚黑教主」自號，而開創「厚黑學派」的一家之言，後被譽為「影響中國文化的20大奇才怪傑」之一。1943年病逝，享壽64歲。

## 评价
许倬云认为：“李宗吾在厚黑学之外，还有学术思考及改革理想，对于荀孟之间，个人主义与集体主义之间，社会进化论与无政府主义之间……种种矛盾之处，李宗吾均有其调和的构想。若从辩证论的角度入手，李宗吾的阐释，仍颇多可以发挥的空间。可惜世人只记得他的厚黑学，却未在这一方面多加注意。”

## 挽联
教主归冥府，继续阐扬厚黑，使一般孤魂野鬼，早得升官发财门径；先生辞凡尘，不再讽刺社会，让那些污吏劣绅，做出狼心狗肺事情 —— 任瑞如挽联
寓讽刺于厚黑，仙佛心肠，与千正言先后辉映；致精力乎著述，贤哲品学，拟念四史今古齐名 —— 李坚白挽联

## 著作
- 《厚黑學》
  - 上卷《厚黑學》
  - 中卷《厚黑經》
  - 下卷《厚黑傳習錄》
- 《宗吾臆談》[4][5]
  - 心理與力學
  - 考試制之商榷
  - 學業成績考察會之計劃
  - 推廣平民教青之計劃
  - 厚黑學
  - 我對于聖人之懷疑
  - 解決社會問題之我見
- 《厚黑叢話》
- 《厚黑原理》（心理與力學）
- 《厚黑餘談》
- 《怕老婆的哲學》

## 參看
- 厚黑學
- 張培爵

## 外部連結
- 厚黑學全文閱讀，雲台書屋 （页面存档备份，存于）
- 厚黑學，精品文學網 （页面存档备份，存于）
- 滿大街都是厚黑學著作，他才是真正的教主？　每日頭條